# Космополіт

Космополі́т або людина сві́ту, — людина, що ідентифікує себе більше за приналежністю до людства, аніж до окремого соціального класу, нації тощо.

## Походження терміна
Поняття космополіта (громадянина Всесвіту) і космополії (всесвітнього міста) використовувались ще стародавніми грецькими філософами, зокрема Гераклітом.
У біології термін «космополіт» застосовують до видів, що поширені по усьому світу. У цьому значенні антонімом виступає термін Ендемік, який вживають до видів, що мешкають лиш на певних територіях.
Словосполучення ж «безрідний космополіт» було ключовим поняттям антисемітської кампанії у СРСР за часів Сталіна у 1948–1951 рр. (також відомо як Боротьба з космополітизмом)

## Термін у ботаніці
У ботаніці термін "космополіт" застосовують щодо Айстрових, Молочайних, Бобових, Орхідних та Тонконогових.

## Громадянин світу
Цей термін є досить неоднозначним і вільний для різних тлумачень. Існує кілька організацій світових громадян, зокрема World Citizen Foundation, Association of World Citizens та World Government of World Citizens. На сайті останньої існує можливість замовити Світовий паспорт.